# Ferrocarril de Córdoba a Huatusco
El Ferrocarril de Córdoba a Huatusco (FCCH) fue un ferrocarril de vía estrecha de 610 mm, que conectaba Coscomatepec con Huatusco, pasando por  Córdoba  en Veracruz. Fue inaugurado en 1902 y clausurado en 1953.

## Historia
El FCCH se construyó con el objetivo de brindar servicio ferroviario a la localidad veracruzana de Huatusco desde el Ferrocarril Mexicano (FCM) en Córdoba. Julio Limantour fue socio inversor de la firma bancaria de Hugo Scherer Jr. and Company durante muchos años y era muy conocido en los círculos empresariales de la Ciudad de México y del extranjero. Se unió con el ingeniero Juan Navarro y Carlos Moricard en una sociedad para construir una línea de ferrocarril en Veracruz. En 1900 Navarro había adquirido los derechos de una concesión ferroviaria otorgada en 1898 para construir una línea férrea que iría de Córdoba a Huatusco. La línea fue inspeccionada por el hijo de Porfirio Díaz, y 33 kilómetros de rieles de vía estrecha de 610 mm llegaron a Coscomatepec en 1902.
La ruta a través de los flancos del Pico de Orizaba requirió una construcción costosa. El puente de Tomatlán estaba a 78 metros sobre un afluente del Río Jamapa, y se requirieron 7 kilómetros de pendiente de 3,7% con curvas de 19 grados para llegar a Coscomatepec desde Tomatlán. La construcción del ferrocarril, así como el transporte de pasajeros, productos y suministros, se vieron afectados por el clima, la topografía y las enfermedades infecciosas, que eran más frecuentes cerca de la costa. La construcción también se retrasó por la necesidad de equipos especializados, algunos de los cuales tuvieron que adquirirse de empresas de Estados Unidos y del extranjero. No se disponía de fondos para completar los últimos 19 kilómetros hasta Huatusco, y la línea se vendió al Ferrocarril Mexicano en 1909 después de la muerte de Limantour.
FCM compró tres nuevos vagones de pasajeros para su línea de vía estrecha de 610 mm y transfirió una locomotora Shay de su sucursal de Zacatlán para usarla como ayuda de Tomatlán a Coscomatepec. Las locomotoras se construyeron como quemadores de carbón con cabinas de madera y calderas de 150 libras por pulgada cuadrada (1034 kPa), pero luego se les dieron cabinas de acero y se convirtieron para quemar fueloil. Los trenes mixtos circularon hasta 1951 con un 2-6-0 de 26 toneladas cortas tirando de los vagones, un vagón de carga de 4 puertas como vagón de equipaje y un vagón plataforma con techo de tela para dar sombra a los asientos de tercera clase en un banco longitudinal. Los rieles se quitaron en 1953 y Luisa se exhibió en la Ciudad de México. Las otras dos locomotoras 2-6-0 fueron desguazadas en 1954.

## Locomotoras
| Número | Constructora             | Tipo        | Fecha   | Matrícula | Notas                                                      |
| ------ | ------------------------ | ----------- | ------- | --------- | ---------------------------------------------------------- |
| 1      | Baldwin Locomotive Works | 2-6-0       | 2/1902  | 20092     | llamada Elena                                              |
| 2      | Baldwin Locomotive Works | 2-6-0       | 2/1902  | 20140     | llamada Luisa                                              |
| 3      | Baldwin Locomotive Works | 2-6-0       | 3/1905  | 25368     | llamada Beatriz                                            |
| 4      | Lima Locomotive Works    | 28-ton Shay | 12/1905 | 1616      | ex-Ferrocarril Atlamaxac #3 adquirido 1910 desguazado 1945 |